# Donje Nedeljice
Donje Nedeljice (izvirno srbsko Горње Недељице) je naselje v Srbiji, ki upravno spada pod Mesto Loznica; slednje pa je del Mačvanskega upravnega okraja.

## Demografija
V naselju živi 552 polnoletnih prebivalcev, pri čemer je njihova povprečna starost 39,4 let (38,5 pri moških in 40,3 pri ženskah). Naselje ima 209 gospodinjstev, pri čemer je povprečno število članov na gospodinjstvo 3,34.
To naselje je, glede na rezultate popisa iz leta 2002, večinoma srbsko.
|  |

| Demografija | Demografija     | Demografija     |
| Leto        | Št. prebivalcev | Št. prebivalcev |
| ----------- | --------------- | --------------- |
|             |                 |                 |
|             |                 |                 |
|             |                 |                 |
|             |                 |                 |
| 1948        | 840             |                 |
| 1953        | 942             |                 |
| 1961        | 872             |                 |
| 1971        | 816             |                 |
| 1981        | 811             |                 |
| 1991        | 811             | 773             |
| 2002        | 742             | 699             |
|             |                 |                 |

| Etnična sestava po popisu iz leta 2002 | Etnična sestava po popisu iz leta 2002 | Etnična sestava po popisu iz leta 2002 | Etnična sestava po popisu iz leta 2002 | Etnična sestava po popisu iz leta 2002 |
| -------------------------------------- | -------------------------------------- | -------------------------------------- | -------------------------------------- | -------------------------------------- |
| Srbi                                   | Srbi                                   |                                        | 695                                    | 99,42%                                 |
| Jugoslovani                            | Jugoslovani                            |                                        | 2                                      | 0,28%                                  |
| Črnogorci                              | Črnogorci                              |                                        | 1                                      | 0,14%                                  |
| Muslimani                              | Muslimani                              |                                        | 1                                      | 0,14%                                  |
| Neznano                                | Neznano                                |                                        | 0                                      | 0,0%                                   |